# Хакасский заповедник
Хака́сский запове́дник — государственный природный заповедник, организованный Распоряжением Правительства Российской Федерации 4 сентября 1999 года № 1004 на базе существующих заповедников «Чазы» (создан 16.08. 1991 г. Постановлением СМ РСФСР № 432) и «Малый Абакан» (создан в 1993 г.).
Заповедник располагается в Южной Сибири, в Хакасии.
Заповедник состоит из девяти кластеров общей площадью 267 565,3 га.
- «Подзаплотные болота»
- «Озеро Белё»
- «Озеро Шира»
- «Озеро Иткуль»
- «Оглахты»
- «Камызякская степь»
- «Хол-Богаз»
- «Малый Абакан»
- «Заимка Лыковых» . Входит в состав ассоциации заповедников и национальных парков Алтай-Саянского  экорегиона

## Флора и фауна
Земноводных здесь 3 вида. Рыб 11 видов. Млекопитающих выявлено 50 видов. Птиц — 295 видов. Широко распространены и обычны соболь, американская норка, рысь, бурый медведь, барсук, косуля, марал, лось и кабарга. 
35 видов птиц занесены в Красную книгу РФ.